# Busenaz Sürmeneli
Busenaz Sürmeneli (* 26. Mai 1998 in Trabzon) ist eine türkische Boxerin. Sie wurde unter anderem Junioren-Weltmeisterin 2013 im Halbmittelgewicht und Jugend-Weltmeisterin 2015 im Mittelgewicht, Elite-Weltmeisterin 2019, 2022 und 2025, sowie Olympiasiegerin 2020 im Weltergewicht.

## Karriere
Busenaz Sürmeneli ist rund 1,72 m groß, begann im Alter von zehn Jahren mit dem Boxsport und trainiert im Club Fenerbahçe SK. Sie erkämpfte 2013 die Silbermedaille im Halbmittelgewicht bei den EU-Meisterschaften der Junioren in Keszthely. Nach vorzeitigen Siegen gegen Aoife Burke aus Irland und Paulina Sobieska aus Polen war sie erst im Finale knapp mit 1:2 gegen die Engländerin Chantelle Reid unterlegen. Noch im selben Jahr gewann sie jedoch ebenfalls im Halbmittelgewicht die Junioren-Weltmeisterschaften in Albena. Diesmal besiegte sie im ersten Kampf Chantelle Reid sowie anschließend Rangiwhakaoma Te Tomo aus Neuseeland und Davina Michel aus Frankreich.
2014 konnte sie im Mittelgewicht die Junioren-Europameisterschaften in Assisi gewinnen, wobei sie die Rumänin Raluca Curavalea, die Russin Daria Semaschko und die Polin Weronika Pławecka schlagen konnte. 2015 gewann sie im Mittelgewicht jeweils die Jugend-Europameisterschaften in Keszthely und die Jugend-Weltmeisterschaften in Taipeh. Sie besiegte dabei erneut jeweils zweimal Davina Michel und Chantelle Reid sowie in den beiden Finalkämpfen jeweils die Russin Wlada Kalachewa.
2016 gewann sie im Mittelgewicht mit einem erneuten Finalsieg gegen Wlada Kalachewa die Jugend-Europameisterschaften in Ordu und erreichte 2017 bei den EU-Meisterschaften in Roccaporena den zweiten Platz, nachdem sie im Finale gegen die Niederländerin Nouchka Fontijn verloren hatte.
2018 gewann sie Gold im Mittelgewicht bei den U22-Europameisterschaften in Târgu Jiu, schied jedoch bei den Europameisterschaften 2018 in Sofia im Achtelfinale gegen die Russin Darima Sandakowa aus. Dieser unterlag sie auch in der Vorrunde bei den Weltmeisterschaften 2018 in Neu-Delhi.
2019 gewann sie im Weltergewicht erneut die U22-Europameisterschaften in Wladikawkas, schied bei den Europaspielen in Minsk gegen Nouchka Fontijn auf einem fünften Platz aus und gewann eine Bronzemedaille im Weltergewicht bei den Europameisterschaften in Alcobendas, nachdem sie im Halbfinale gegen Darima Sandakowa ausgeschieden war.
Ihren bis dahin größten Erfolg erzielte sie dann bei den Weltmeisterschaften 2019 in Ulan-Ude. Durch Siege gegen die Australierin Kaye Scott, die Italienerin Assunta Canfora, die Irin Christina Desmond, die Russin Saadat Dalgatowa und die Chinesin Liu Yang, gewann sie die Goldmedaille im Weltergewicht.
Im Juni 2021 gewann sie die europäische Olympiaqualifikation in Paris. Bei den 2021 in Tokio ausgetragenen Olympischen Spielen gewann sie die Goldmedaille, nachdem sie sich gegen Karolina Koszewska (5:0), Anna Lysenko (5:0), Lovlina Borgohain (5:0) und Gu Hong (3:0) durchgesetzt hatte. Während der Schlussfeier war sie die Fahnenträgerin ihrer Nation.
Bei der Weltmeisterschaft 2022 in Istanbul wiederholte sie den Gewinn der Goldmedaille mit einem Finalsieg gegen die Kanadierin Charlie Cavanagh. Zudem gewann sie 2023 die Europaspiele in Krakau und 2024 die Europameisterschaft in Belgrad. Bei den Olympischen Sommerspielen 2024 in Paris schied sie im Viertelfinale gegen Janjaem Suwannapheng aus.
Bei der Weltmeisterschaft 2025 in Niš gewann sie mit einem Finalsieg gegen Nawbachor Chamidowa ihre dritte WM-Goldmedaille bei den Erwachsenen.